# Andrea Cirrincione
Andrea Cirrincione (* 1607 in Palermo; † 1683 ebenda) war ein italienischer Architekt des Barock und Dominikanerpater auf Sizilien.

## Leben
Cirrincione studierte Theologie, Mathematik und Architektur. Nach seinem Beitritt zu den Dominikanern in Palermo wurde er 1639 von seinem Orden mit dem Neubau der alten, 1458 erbauten Ordenskirche betraut. Er leitete die Bauarbeiten von der Grundsteinlegung am 25. Januar 1640 bis zu seinem Tod.
Es entstand ein von 16 Säulen geteilter dreischiffiger Innenraum in Form eines lateinischen Kreuzes mit einer Größe von 88,92 × 34,68 m und ist somit der größte Kirchenraum auf Sizilien.
1678 begann er mit dem Bau der Santa Maria della Pietà, die aber erst 1689, nach seinem Tod fertiggestellt, und anschließend von Giacomo Amato im spätbarocken Stil bis 1723 umgebaut wurde. Belegt ist, dass er auch Profanbauten errichtete, so übernahm er 1673 die Bauleitung für die Villa San Marco in Bagheria.
Einer seiner Schüler war der Architekt Tommaso Napoli, der Erbauer der Villa Palagonia.